# Gaspar Melchor de Jovellanos
Gaspar Melchor de Jovellanos (rojen kot Gaspar Melchor de Xove y Llanos), španski filozof, pisatelj, akademik in politik, * 5. januar 1744, Gijón, Španija, † 27. november 1811, Navia.

## Življenjepis
Po študiju prava je delal na sodiščih v Sevilli in Madridu. Med letoma 1790 in 1797, ko je neuspešno posredoval v prid onečaščenega prijatelja, so ga izgnali iz Madrida in je odšel v domačo Asturijo. Tam je ustanovil Asturski inštitut za pospeševanje kmetijske, industrijske, družbene in izobraževalne reforme ter 1795 dokončal svoje najpomembnejše delo Informe en el expedinente de ley agraria (slov. Poročilo o izvedbi agrarnega zakona), v katerem si je prizadeval za agrarno reformo v Španiji na liberalnih gospodarskih načelih.
Leta 1797 se je vrnil v javno življenje in zavrnil mesto veleposlanika v Rusiji, sprejel pa je položaj pravosodnega ministra. S svojimi političnimi pogledi, predvsem z nasprotovanjem inkviziciji in zagovarjanjem odcepitve španske narodne cerkve od Rima, je spodbudil svoj politični padec in internacijo na Majorko leta 1801. Ko so ga leta 1808 izpustili, je zavrnil delo za francoske okupatorje in se zavezal domoljubni stranki.
Bil je glavni predstavnik španskega razsvetljenstva v 18. stoletju. Zapustil je precej literarnih del – najbolj znani sta tragedija Pelayo in komedija El delicuente honrado (slov. Častni prestopnik). Med drugim je prevedel prvo knjigo Miltonovega Izgubljenega raja.